# Anatolivka, Mykolaiv
Anatolivka (în ucraineană Анатолівка) este un sat în comuna Kobleve din raionul Mîkolaiiv, regiunea Mîkolaiiv, Ucraina.

## Demografie
Componența lingvistică a comunei Anatolivka
     Ucraineană (76,72%)
     Rusă (21,56%)
     Alte limbi (1,49%)
Conform recensământului din 2001, majoritatea populației comunei Anatolivka era vorbitoare de ucraineană (76,72%), existând în minoritate și vorbitori de rusă (21,56%).